# Shades of Deep Purple
Shades of Deep Purple este albumul de debut al trupei engleze de hard rock Deep Purple, lansat în 1968 de Parlophone în Marea Britanie și de Tetragrammaton în Statele Unite.

## Tracklist
1. "And The Address" (Ritchie Blackmore, Jon Lord) (4:38)
2. "Hush" (Joe South) (4:24)
3. "One More Rainy Day" (Rod Evans, Lord) (3:40)
4. "Prelude: Happines"/"I'm So Glad" (Evans, Blackmore, Nick Simper, Lord, Ian Paice, Skip James) (7:19)
5. "Mandrake Root" (Evans, Blackmore, Lord) (6:09)
6. "Help" (Lennon/McCartney) (6:01)
7. "Love Help Me" (Evans, Blackmore) (3:49)
8. "Hey Joe" (Billy Roberts) (7:33)

## Single-uri
- "Hush" (1968)
- "One More Rainy Day" (1968)
- "Help" (1968)

## Componență
- Rod Evans - voce
- Ritchie Blackmore - chitară
- Nick Simper - chitară bas, voce de fundal
- Jon Lord - orgă, claviaturi, voce de fundal
- Ian Paice - baterie